# Straubenhardt
Straubenhardt är en kommun i Enzkreis i regionen Nordschwarzwald i Regierungsbezirk Karlsruhe i förbundslandet Baden-Württemberg i Tyskland.
Kommunen bildades 1 december 1973 genom en sammanslagning av kommunerna Conweiler, Feldrennach mit Pfinzweiler och Schwann. Den tidigar ekommunen Ottenhausen uppgick i Straubenhardt 1 januari 1974 och Langenalb 1 januari 1975.